# Krankenhaus Maria Hilf (Daun)
Das Krankenhaus Maria Hilf ist ein freigemeinnütziges Krankenhaus der Regelversorgung mit 230 Planbetten im rheinland-pfälzischen Daun. Über 600 Mitarbeiter stellen die Versorgung von ca. 10.000 stationären und 35.000 ambulanten Patienten pro Jahr sicher. In den fünf medizinischen Fachabteilungen werden sowohl Elektiv- als auch Notfallbehandlungen erbracht. Als Teil der Gesellschaft der Katharinenschwestern ist es eines von vier Krankenhäusern des katholischen Trägers.

## Geschichte
1857 wurde der Grundstock für das Krankenhaus Maria Hilf Daun gelegt. Damals vermachte Pastor Georg Karl Querings aus Schönbach (Landkreis Vulkaneifel) der katholischen Kirche in Daun 1000 Taler, unter der Bedingung, diese unter anderem zur Unterstützung armer Kranker zu verwenden.
1894 konnte das neu errichtete Krankenhaus bis zu 70 Kranke aufnehmen. Damals wurde es von den Franziskanerinnen (Waldbreitbach) geleitet, bis am 1. August 1951 die Kongregation der Schwestern von der heiligen Jungfrau und Martyrin Katharina das Hospital das Haus übernahmen. Nach einem Erweiterungsbau wurde der Platz auf 100 bis 120 Patienten erhöht. Auch diese Kapazität war für ein Krankenhaus im damaligen Kreis Daun auf Dauer gesehen zu gering. Daher wurde 1969 mit einem Neubau begonnen, der im Jahr 1972 bezogen werden konnte.
1952 wurde eine Krankenpflegeschule am Krankenhaus eingerichtet, welche 1996 um eine staatlich anerkannte Fachschule für Altenpflege ergänzt wurde. Seit 2019 ist die Pflegeschule Daun eine Einrichtung des katholischen Bildungsnetzwerks für Pflegeberufe Eifel-Mosel GmbH und verfügt über 150 Ausbildungsplätze.
Bis 2020 verfügte das Haus über 236 Betten in den Bereichen Innere Medizin, Geriatrie und Psychosomatik, Allgemein-, Unfall- und Viszeralchirurgie, Gefäßchirurgie, Anästhesie- und Intensivmedizin, Orthopädie mit Wirbelsäulenchirurgie sowie Urologie.